# Slesse Mountain
Slesse Mountain är ett berg i Kanada.   Det ligger i provinsen British Columbia, i den södra delen av landet, 3 400 km väster om huvudstaden Ottawa. Toppen på Slesse Mountain är 2 375 meter över havet.
Terrängen runt Slesse Mountain är huvudsakligen bergig. Trakten runt Slesse Mountain är nära nog obefolkad, med mindre än två invånare per kvadratkilometer.. Närmaste större samhälle är Slesse Park, 18,1 km väster om Slesse Mountain. 
I omgivningarna runt Slesse Mountain växer i huvudsak barrskog.